# 5PRAStANtAS
 (juin 2018).
5PRAStANtAS est un groupe de pop rock et rock alternatif brésilien, originaire du cartier de Vila Pompeia à São Paulo.

## Biographie
Le groupe est formé en 2003 à São Paulo. Tous les membres actuels sont présents à cette période, sauf le claviériste Gabriel Kanazawa, originaire de la ville de Sorocaba, qui les rejoindra plus tard. Ses influences passent notamment par les Rolling Stones, les Beatles, Ultraje a Rigor, et Barão Vermelho,. Il remporte le Manifesto Rock Fest en 2008,.
Le nom du groupe est choisi simplement parce qu'il était différent - au début, il devait être provisoire, mais il est finalement devenu officiel. 5PRAStANtAS est la contraction d'une expression portugaise pour une heure indéfinie ("5 [minutos] pras tantas [horas]"). Le premier album du groupe, Outra Frequência, est enregistré aux studios Space Blues Studio, et sorti un an après la fin des sessions. Le titre vient d'une des chansons issues de l'album, dont les paroles parlent de regarder les choses d'un autre point de vue.

## Membres
- Caio Bars - chant, guitare (depuis 2003)
- Thiago Lecussan - guitare solo (depuis 2003)
- Paulo Pascale - basse (depuis 2003)
- Ciro Rezende - batterie (depuis 2003)
- Gabriel Kanazawa - claviers (depuis 2012)

## Discographie
- 2011 : Outra Frequência
- 2016 : Bivolt (EP)[8]